# Eighth Avenue Place
 (juillet 2025).
Eighth Avenue Place est un ensemble de deux gratte-ciels de 212 et 176 mètres construits en 2011 et 2014 à Calgary au Canada. Il est situé dans l'ancien emplacement du Penny Lane Mall.

## Construction
La démolition de l'ancien centre commercial a été complété en septembre 2007. L'excavation du stationnement sous l'édifice a commencé en décembre 2007 et la construction de la tour est de 49 étages et du stationnement a commencé à l'été 2008. Eighth Avenue Place East a été complété en 2011 et est présentement le troisième plus grand édifice de Calgary. La tour ouest a été complétée en 2014.

## Design
La structure, dessinée par Gibbs Gage Architects, a pour thème les Rocheuses, avec une façade ouest faite de verre vert pâle, imitant l'eau des montagnes et les glaciers. Le reste de l'édifice a une apparence gris foncé représentant le déplacement des plaques tectoniques qui ont créé les montagnes. Le complexe est connecté au système aérien Plus 15 et a un stationnement souterrain de six étages avec 1141 espaces disponibles.

## Sustainability
- Certification LEED Platine